# Уайтинг, Райан
Райан Кит Уайтинг (англ. Ryan Keith Whiting; род. 24 ноября 1986; Гаррисберг, США) — американский легкоатлет, который специализируется в толкании ядра. Пятикратный чемпион национальной ассоциации студентов. На чемпионате мира 2011 года занял 7-е место. Победитель чемпионата мира в помещении 2012 года с результатом 22,00.
В 2010 году окончил университет штата Аризона.